# Никольский, Михаил (легкоатлет)
Михаил Никольский (1891, Москва — неизвестно) — российский легкоатлет, выступавший в беге на средние и длинные дистанции. Участник летних Олимпийских игр 1912 года.

## Биография
Михаил Никольский родился в 1891 году в Москве.
Выступал в легкоатлетических соревнованиях за Клуб любителей спорта из Москвы. В 1915 году завоевал две серебряных медали чемпионата России — в беге на 5000 метров (16 минут 37,0 секунды) и часовом беге (16 км 423,4 метра).
В 1912 году вошёл в состав сборной России на летних Олимпийских играх в Стокгольме. В беге на 5000 метров занял последнее, 4-е место в полуфинале, показав результат 17 минут 21,7 секунды и уступив 58,3 секунды попавшему в финал с 3-го места Сирилу Портеру из Великобритании. В беге на 10 000 метров не смог завершить полуфинальный забег. Также был заявлен в марафоне и командном беге на 3000 метров, но не вышел на старт.
О дальнейшей жизни данных нет.

## Личный рекорд
- Бег на 10 000 метров — 35.40,2 (1911)[6]